# 巴基道
巴基道（Bagyidaw，1784年—1846年10月），又名实皆王，中国史料称其为弗极道或孟既，是緬甸貢榜王朝的一位国王，1819年至1837年在位。他是波道帕耶（孟云）之孙、扎多敏梭之子。在位期间，王朝勢力範圍曾擴達今緬甸大部分与阿萨姆阿豪姆王国。
1826年，缅甸因吉大港的控制權與英國爆发了為期三年的第一次英緬戰爭，缅甸雖成功抵抗英國入侵，但僵持不下，最后被迫与英国签订了不平等的杨达波条约，失去德林達依省及阿萨姆、曼尼普尔等地:109。巴吉道为此患上抑郁症，无法治理朝政，国家日常事务交由王后湄努及国舅莽乌管理，其弟沙耶瓦底为此表示不满，便于1837年发动政变，逼迫巴吉道提前退位:82。